# アイマル・オロス
アイマル・オロス・ウアルテ（Aimar Oroz Huarte、2001年11月27日 - ）は、スペイン・パンプローナ出身のサッカー選手。ラ・リーガ・オサスナ所属。ポジションはミッドフィールダー。

## クラブ経歴
ナバラ州のパンプローナに生まれ、2014年にCAオサスナの下部組織に加入した。
2020年7月19日、ラ・リーガのRCDマヨルカ戦にてオサスナのトップチームデビューを果たした。

## タイトル

### クラブ
オサスナ
- セグンダ・ディビシオン : 1回 (2018-19)

### 代表
U-23スペイン代表
- パリオリンピック金メダル: 2024